# Agnes Baden Powell
Agnes Smyth Baden-Powell (16 de dezembro de 1858 – 2 de junho de 1945) foi a irmã mais nova de Robert Baden-Powell. Ganhou popularidade por ser uma das principais líderes do movimento do bandeirantismo.
Em 1912, foi publicado o primeiro Manual das Guias, "Como as Moças podem ajudar o Império…" escrito por Agnes Baden-Powell.
Tal como a mãe, era uma mulher de muitos interesses e realizações. Em sua infância, era considerada uma garota muito séria e teria sido considerada muito excêntrica. Além de conhecer cerca de onze idiomas, interessava-se por astronomia e ciência.